# Martina Huguenot van der Linden
Martina Huguenot van der Linden (* 1. Hälfte 20. Jahrhundert; † 1988) war eine niederländische Filmproduzentin, die 1973 mit einem Oscar für den Dokumentar-Kurzfilm Deze kleine wereld ausgezeichnet wurde.

## Biografie
Martina Hertogs spielte 1936 in Charles Huguenot van der Lindens Film Jonge harten eine kleine Rolle. Nach den Dreharbeiten wurde sie van der Lindens Ehefrau. Von Anfang an bezog er sie in seine Arbeit mit ein, sodass sie zukünftige Filme als Team produzierten. Nach der Besetzung der Niederlande im September 1940 schloss Paramount Pictures, für die van der Linden arbeitete, seine Zweigstelle in den Niederlanden. Während der Kriegsjahre versuchte van der Linden Geld zu verdienen, indem er für den deutschen Filmmarkt arbeitete, da das Paar inzwischen auch ein Kind hatte. Das brachte ihm nach Kriegsende eine zweijährige Sperre ein, während der er keine Filme drehen durfte.
1962 entstand einer der erfolgreichsten und geschätztesten Filme der Huguenots van Lindens Big City Blues. Es gab eine Verfolgungsjagd im Gebäude zwischen einem Mädchen und einem betrunkenen jungen Mann, die für das Mädchen tödlich endete. Der Film erhielt eine Oscarnominierung und einen Goldenen Bären.
Für ihren Film Deze kleine wereld konnten Martina und Charles Huguenot van der Linden 1973 einen Oscar mit nach Hause nehmen. Den Dokumentarfilm, in dessen Mittelpunkt antikes und mechanisches Spielzeug steht, widmete das Paar seinen Enkeltöchtern.
Die van der Lindens hatten ein Haus in Amsterdam und seit Mitte der 1960er Jahre ein weiteres Zuhause in dem friesischen Dorf Jubbega. Dort verbrachte das Paar auch überwiegend die letzte Zeit seines Lebens. Charles Huguenot van der Linden starb 1987, seine Frau Martina starb ein Jahr später. Beide wurden auf dem Friedhof in Jubbega-Schurega begraben.

## Filmografie (Auswahl)
- 1936: Jonge harten (Schauspielerin)
- 1962: Big City Blues (Produzentin)
- 1972: Deze kleine wereld (Produzentin)

## Auszeichnungen
Oscar
- Oscarverleihung 1963: nominiert in der Kategorie „Bester Kurzfilm“ mit Big City Blues
- Oscarverleihung 1973: Auszeichnung in der Kategorie „Bester Dokumentar-Kurzfilm“ Deze kleine wereld